# Lớp trong
Trong lập trình hướng đối tượng (OOP), lớp con (inner class) hay lớp lồng nhau (nested class) là một lớp được khai báo toàn bộ trong nội dung của lớp hoặc giao diện khác. Nó dược phân biệt với lớp con.